# Karine Tuil
Karine Tuil (n. 3 mai 1972, Paris) este o scriitoare franceză.

## Biografie
Karine Tuil este fiica unor evrei tunisieni. S-a născuț în Paris și locuiește și astăzi acolo, împreună cu soțul ei și cei trei copii. A studiat Știința Comunicției și informației și Dreptul la Université Panthéon-Assas. A publicat zece romane ale căror personaje se ocupă de probleme sociale, politice, juridice și etice.
Roman de debut, l-a avut în anul 2000, cu Pour le pire. Prin al șaptelea roman, La Domination a primit nominalizare pentru prestigioase premii literare, cum ar fi Prix Goncourt des lycéens și Prix de Flore. Romanele sale au fost traduse în limba italiană, engleză și germană. În august 2016 a aparut al zecelea roman, L'Insouciance.

## Opere (selective)
- Pour le pire (2000)
- Interdit (2001)
- Du sexe féminin (2002)
- Tout sur mon frère (2003)
- Quand j'étais drôle (2005)
- Douce France (2007)
- La Domination (2008)
- Six mois, six jours (2010)
- L’Invention de nos vies (2013)
- L’Insouciance (2016)